# Harley Earl

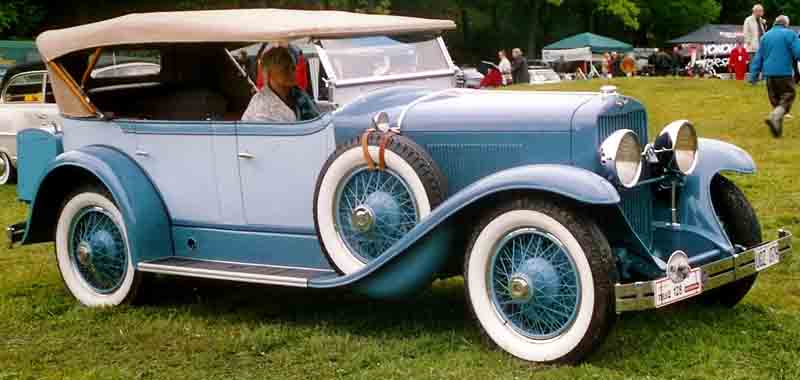
1928. évi LaSalle Phaeton

Harley Earl (gyakran említett nevén Harley J. Earl (Hollywood, 1893. november 22. – 1969. április 10.) amerikai ipari formatervező.

## Életpályája
1926-tól a General Motorsnál dolgozott. Az ő vezetésével szervezték meg ennél a mamutcégnél az 1920-as évek végén az első formatervező részleget. Többek között az ő nevéhez fűződik a La Salle típus. Harley Earl később a General Motors alelnöke lett.